# ترجمة المعنى بالمعنى
تعد ترجمة المعنى بالمعنى من أقدم أساليب الترجمة؛ وتقوم في الأساس على ترجمة معنى الجملة كاملة قبل الانتقال إلى الجملة التي تليها، وهي بذلك تكون قد خالفت النمط المتبع في أسلوب الترجمة كلمة بكلمة (وتعرف بالترجمة الحرفية) الذي يقوم على ترجمة كل كلمة على حدة بالترتيب.

## نبذة تاريخية
أول من أوجد هذا المصطلح هو القس جيروم في رسالته إلى القس باماكيوس حيث قال إنه يترجم المعنى بالمعنى وليس كلمة بكلمة (non verbum e verbo sed sensum de sensu) «باستثناء النصوص المقدسة التي تتسم حتى تركيبتها النحوية بالغموض».
ومع ذلك يمكن القول بأن من أوجد أسلوب ترجمة المعنى بالمعنى هو شيشرون في رسالته De Oratore [الإنجليزية] («عن الخطابة») وليس جيروم، وهذا اعتقاد أغلب الباحثين، فقد قال إنه عندما كان يترجم من اللغة اليونانية إلى اللاتينية «فضلتُ أن لا أسرد الكلمات على القارئ سرداً كما أنقد له النقود نقداً، بل أن أقدم له ما يوازيها ثمناً.»
وبالتأكيد كذلك فإن جيروم لم يوجد مصطلح «كلمة بكلمة» بل استعاره من شيشرون، أو ربما من هوراس الذي حذر من يرغب في إعادة صياغة الحكايا القديمة بأسلوب يشابه أسلوبها الأصلي قائلاً: Nec verbo verbum curabit reddere / fidus interpretes: «لا تحاول أن تترجمها كلمة بكلمة (مثل بعض) المترجمين المخلصين للنص الأصل».
وقرأ البعض عبارة هوراس قراءة مختلفة؛ فمثلاً فهم بوثيوس في عام 510م وسكوتوس اريوجينا في منتصف القرن التاسع الميلادي أن معنى الترجمة الحرفية هو "the fault/blame of the faithful interpreter/translator" (أنّ اللوم - أو الخطأ - يقع على المترجم الكتابي أو الشفوي المخلص للنص الأصل) وكانا يخافان من الوقوع في ذلك، في حين فهم كل من بورجونديو – من مدينة بيزا الإيطالية – في عام 1170م والسيد ريتشارد شيربورن في عام 1702م بأن نصيحة هوراس لم تكن موجهة للمترجمين بل كتاب النصوص الأصل، ولكنه يبطّن مع ذلك اعتقاده بأن كل التراجم حرفية. واعتبر جون دنهام في عام 1656م وأندريه ليفيفرا في عام 1992م كلام هوراس بمثابة تنبيه للمترجمين من الوقوع في الترجمة الحرفية.

## مفاهيم مشابهة

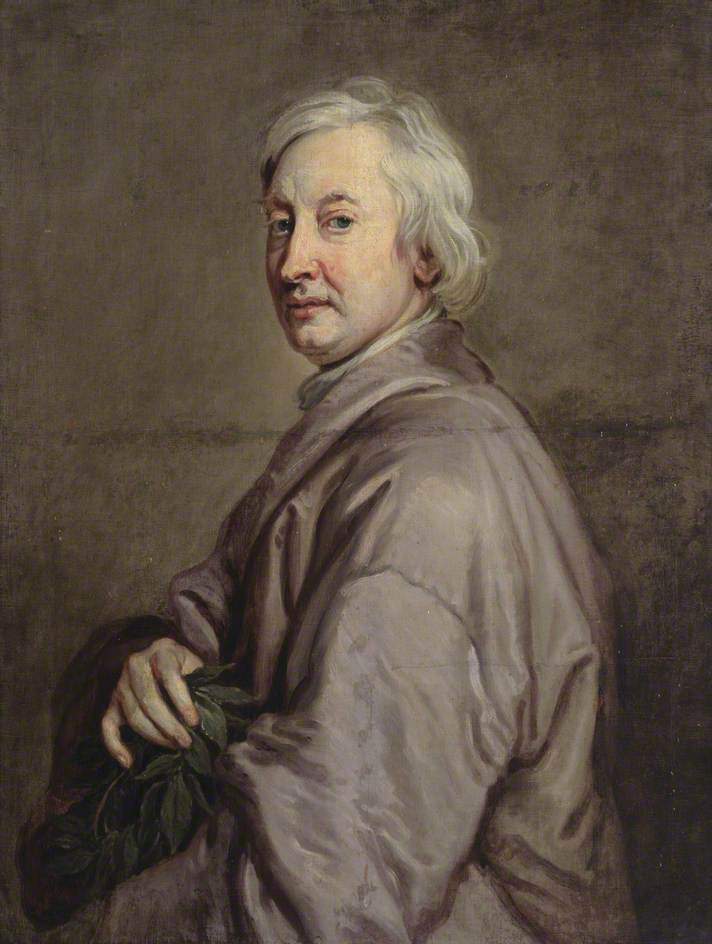
جون درايدن للسير جودفري كنيلر

في عام 1680م استعار جون درايدن في مقدمة ترجمته لكتاب Ovid's Epistles (رسائل أوفيد) المصطلحين القديمين: مصطلح metaphrase للدلالة على الترجمة كلمة بكلمة، ومصطلح paraphrase للدلالة على ترجمة المعنى بالمعنى. وقد أخذ هذا الفرق من رسالة كوينتيليان (95م) Institutio Oratoria (معاهد الخطابة) الذي استعار هو الآخر مصطلح paraphrase من فيلون السكندري (20 ق.م) من كتابه De vita Mosis (حياة موسى).
واستخدم درايدن أيضاً مصطلحاً آخر هو imitation (التقليد)، ويعني به: أن تعيد صياغة القصة القديمة لتصبح قصتك أنت وذلك بعدم ترجمتها بطريقة مخلصة للنص الأصل (إما كلمة بكلمة أو معنى بمعنى)، وذلك يتوافق مع ما تبطنه عبارة هوراس. وعلى كل حال، فلا يهتم كل المعلقين بتلك المصطلحات. ويفرق كثيرٌ منهم بين الترجمة الحرة (free) والترجمة الحرفية أو المباشرة أو القريبة (literal" or "direct" or close)، فيقصدون بالحرة مختلف درجات الترجمة من ترجمة المعنى بالمعنى إلى التقليد الحر، ويقصدون بالمصطلحات الأخرى الترجمة كلمة بكلمة.
واستخدم يوجين نايدا مصطلحي التكافؤ الديناميكي (dynamic equivalence) والتكافؤ الشكلي (formal equivalence)، لكن هذين المصطلحين يُنظر إليهما على أنهما يحملان في الأساس نفس دلالة ترجمة المعنى بمعنى والترجمة كلمة بكلمة، بل يبدو أن نايدا نفسه كان يستخدمهما هكذا غالبا، ولكن تعريفه الأصلي للتكافئ الديناميكي كان تعريفاً بلاغياً. ويقوم مبدأ نايدا على أن يكون تأثير (effect) الترجمة على قارئها موازياً تقريباً لتأثير النص الأصل على قارئه.
وتهدف نظرية محللة الترجمة (Domestication [الإنجليزية]) أو (فصاحة الترجمة) التي طرحها لورنس فينوتي إلى استحضار الأسلوب القديم لترجمة المعنى بالمعنى وإلى تمييز نايدا بين التكافؤ الديناميكي والتكافؤ الشكلي. ولكن نظرية فينوتي تقوم بطبيعتها على إيجاد فرق بلاغي أساساً، ولا تركز على الطبيعة الشكلية لتركيب الجمل (التقسيم -Segmentation) بل على العلاقة بين المترجم والقراء المستهدفين. وقد استمدها من التفريق الذي طرحه فريدريش شلايرماخر بين «تقديم الكاتب للقراء» (محللة الترجمة) و «تقديم القراء للكاتب» (تغريب الترجمة - Foreignization)، وبالمثل فالفرق الذي يميز المحللة عن التغريب هو فرق تفسيري هدفه النظر في أخلاقيات الترجمة وسياساتها، وبذلك تصبح النظرية بعيدة عن المنهج البنيوي اللغوي الذي يميز المناهج التقسيمية (Segmentational approaches) لترجمة المعنى بالمعنى والترجمة كلمة بكلمة. لكن من المعقول أيضاً أن ترجمة المعنى بالمعنى مجرد فكرة تأويلية انطلاقاً من حقيقة أن القدامى لم يفضلوا ترجمة المعنى بالمعنى على أسس بنيوية صرفة وإنما لغرض تأويلي عام «للغة الطبيعية» ولتسهيل النص على القراء الذين لا يرغبون في العمل المجهد وليست لديهم ميول لإعادة النظر في طبيعة العالم من حولهم.
لذا فالفرق بين ترجمة المعنى بالمعنى والترجمة كلمة بكلمة إنما هو فرق تأسيسي يعزى إلى النظرة التي سادت قبل ألفي عام إلى الترجمة. وقد ابتدع العديد من المؤلفين مصطلحات جديدة لأنفسهم لا تضيف في الحقيقة أي شيء إلى التفريق المشار إليه؛ فمن ذلك مثلاً الفرق الذي اقترحه بيتر نيومارك بين «التكافؤ الدلالي» (الترجمة كلمة بكلمة) و«التكافؤ التواصلي» (ترجمة المعنى بالمعنى).

## المنهج التقسيمي
يُستخدم مصطلح «المنهج التقسيمي» للإشارة إلى المنهج الذي يفرق بين ترجمة المعنى بالمعنى والترجمة كلمة بكلمة، وما هما إلا طريقتان لتقسيم النص الأصل تمهيداً لترجمته، فإما أن يقسّم إلى كلمات متفرقة أو جمل أو أشباه جمل أو وحدات أكبر.
وفي حالات نادرة يمكن أن تتداخل ترجمة المعنى بالمعنى مع الترجمة كلمة بكلمة؛ فعلى سبيل المثال عند ترجمة الجملة الألمانية (John ist nicht zu Hause) إلى الإنجليزية (Johan is not at home) (أي: جون ليس في البيت) يتضح أن الجملة الإنجليزية فصيحة تماماً فضلاً عن أنها تتشابه مع الجملة الألمانية في جميع الكلمات كما يلي:
Johan
ist = is
nicht = not
zu = at
Hause = home
وقد يقول قائل إن الترجمة الحرفية للعبارة الألمانية "zu House" هي: "to house"، وأن استبدال هذه الترجمة بعبارة "at home" تنقل كلتي الكلمتين بشكل جيد ولكن ليس على أساس أنهما كلمتان بل تعبيراً أصيلاً في اللغة. هذه المقولة قد تقلل من أهمية الادعاء بأن الترجمة الإنجليزية "Johan is not at home" هي ترجمة معنى بمعنى وكلمة بكلمة في آن واحد، مع اعتبار "at home" ترجمة معنى بمعنى وليس كلمة بكلمة.
ويظل من النادر جداً أن نجد حالات تتطابق فيها ترجمة المعنى بالمعنى مع الترجمة كلمة بكلمة نظراً إلى أن اللغات لا تتشابه في طرق تركيب الجمل (الاختلاف في ترتيب الكلمات). وإذا أراد المترجم أن يعيد صياغة معنى العبارة كاملة بلغة أخرى فلا بد له أن يتحرى دائماً الترتيب المناسب للكلمات بما لا يخالف المنهج السائد في اللغة التي يترجم إليها.
وفي الحقيقة يفضل أغلب المترجمين والمعلقين على الترجمات ترجمة المعنى بالمعنى على الترجمة كلمة بكلمة، وهو ما يعكس الفرضية السائدة التي تقول إن جميع الترجمات هدفها إيصال المعنى المبثوث في النص الأصل إلى قراء النص المترجم بأسلوب يسير، بيد أن هذا التعميم لا يروق لمؤيدي الترجمة الحرفية (بمن فيهم مؤيدي التغريب).

## وصلات خارجية
- Gentzler, Edwin (2001). Contemporary Translation Theories. 2nd Ed. London and New York: Routledge.
- Lefevere, André. (1992). Translation/History/Culture: A Sourcebook. London and New York: Routledge.
- بيتر نيومارك. (1988). A Textbook of Translation. New York: Prentice Hall.
- يوجين نايدا، and Charles R. Taber. (1969). The Theory and Practice of Translation. Leiden: Brill.
- دوغلاس روبنسون. (2001). Who Translates? Translator Subjectivities Beyond Reason. Albany: SUNY Press.
- Robinson, Douglas, ed. (2002). Western Translation Theory From Herodotus to Nietzsche. Manchester: St. Jerome.
- Steiner, T.R. (1975). English Translation Theory, 1650-1800. Amsterdam: Rodopi.
- لورنس فينوتي. (1995). The Translator's Invisibility: A History of Translation. London and New York: Routledge (Read full version here)